# ویکلی
ویکلی (به انگلیسی: Weekley) یک روستا و محله مدنی در بریتانیا است که در Kettering واقع شده‌است. ویکلی ۲۹۷ نفر جمعیت دارد.